# Amélie van Tass

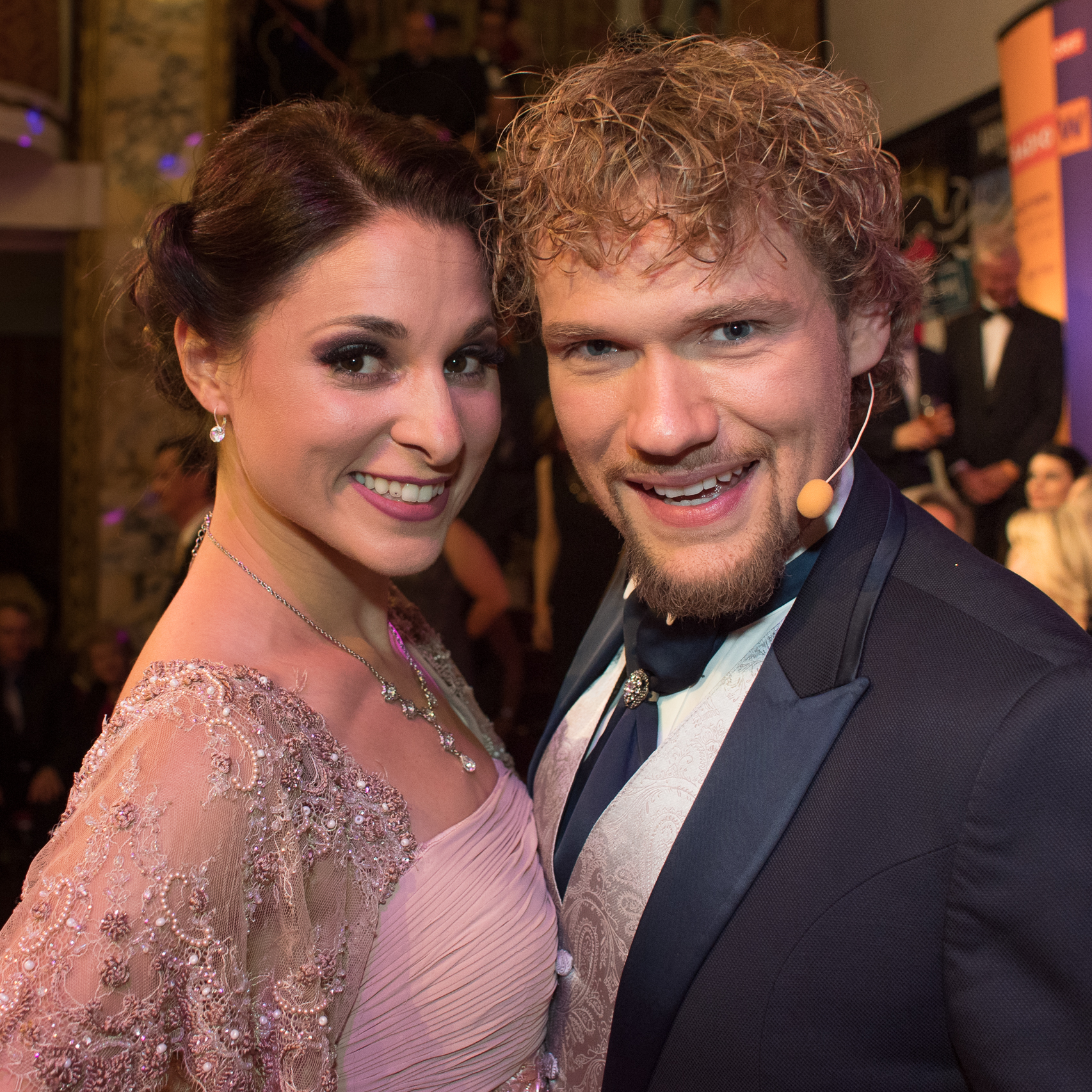
Amélie van Tass und Thommy Ten 2017

Amélie van Tass (* 11. November 1987 in St. Pölten), mit bürgerlichem Namen Christina Gruber, ist eine österreichische Zauberkünstlerin und Mentalistin.

## Leben
Amélie van Tass stammt aus Hofstetten-Grünau im Bezirk St. Pölten-Land und besuchte die Tourismusschule St. Pölten. Anschließend absolvierte sie eine Ausbildung für zeitgenössischen Bühnentanz in Wien, die sie 2010 beendete, außerdem ist sie diplomierte Sozialpädagogin.
Im Rahmen der ORF-Talenteshow Die große Chance lernte sie 2011 Thommy Ten kennen, der für diesen Auftritt eine Bühnenpartnerin suchte. Zwei Jahre später wurden sie auch privat ein Paar. 2012 traten sie gemeinsam bei der RTL-Show Das Supertalent auf. 2014 wurden sie Deutsche Meister der Zauberkunst des Magischen Zirkel von Deutschland (MZvD) in der Sparte Mentalmagie, 2015 wurden sie vom MZvD als Magier des Jahres ausgezeichnet. Bei den von der Fédération Internationale des Sociétés Magiques ausgerichteten Weltmeisterschaften der Zauberkunst in Rimini belegten sie 2015 den ersten Platz in der Sparte Mentalmagie.
Bei der 11. Staffel der NBC-Talenteshow America’s Got Talent erreichten sie als The Clairvoyants (deutsche Übersetzung Die Hellseher) 2016 den zweiten Platz. Ende 2016 traten sie als erstes europäisches Zauberduo am Broadway in New York City auf. Ebenfalls 2016 waren sie in der Fernsehsendung The Next Great Magician auf ITV zu sehen. Im Februar 2017 starteten sie eine Tournee durch Österreich, Deutschland und die Schweiz. Im August 2017 waren sie am Frequency-Musikfestival auf der „LOL Stage“ zu sehen. 2016 und 2019 waren sie in der Ellen DeGeneres Show zu Gast.
Im April 2021 standen sie in Los Angeles für die Sender CW und CBS vor der Kamera, um fünf Teile der Serie Masters of Illusion zu drehen. 2021 erhielten sie einen Vertrag als Headliner einer Residency-Show in Las Vegas für ein Jahr und 500 Shows ab November 2021. Außerdem waren sie im August 2021 bei America’s Got Talent zu Gast. Ende 2021 zeigte der ORF unter dem Titel The Clairvoyants – Thommy Ten & Amélie van Tass: Magic in Vienna einen im August 2021 aufgezeichneten Auftritt in der Wiener Staatsoper.
Am 30. Oktober 2022 heirateten Amélie van Tass und Thommy Ten in Las Vegas. Das erste Kind des Paares, ein Sohn, wurde am 20. November 2024 geboren.
Im Musikvideo zur Single Zirkusprinz von Pizzera & Jaus, das im Oktober 2024 veröffentlicht wurde, sind Amélie van Tass und Thommy Ten als Zauberkünstler zu sehen.

## Auszeichnungen und Nominierungen (Auswahl)
- 2014: Deutscher Meister der Zauberkunst des Magischen Zirkels von Deutschland (MZvD) in der Sparte Mentalmagie
- 2015: Magier des Jahres des Magischen Zirkels von Deutschland[23]
- 2015: Weltmeister der Mentalmagie[24]
- 2017: Academy of Magical Arts – Auszeichnung in der Kategorie Bester Bühnenact 2016 als erstes europäisches Paar[25]
- 2018: Academy of Magical Arts – Nominierung in der Kategorie Bester Bühnenact 2017[26]
- 2020: Mandrake d’Or[27]
- 2022: Ehrenmedaille des Landes Niederösterreich[28][29][30]

## Publikationen
- 2019: Die Magie der Verbindung. Wie man Menschen verzaubert und für sich begeistert, gemeinsam mit Thommy Ten, Rowohlt Polaris, Hamburg 2019, ISBN 978-3-499-63462-8